# Mesomelaena tetragona
Mesomelaena tetragona är en halvgräsart som först beskrevs av Robert Brown, och fick sitt nu gällande namn av George Bentham. Mesomelaena tetragona ingår i släktet Mesomelaena och familjen halvgräs. Inga underarter finns listade i Catalogue of Life.